# Ruggles of Red Gap (film, 1923)
Pour le film de Leo McCarey, voir L'Extravagant Mr Ruggles.
Pour plus de détails, voir Fiche technique et Distribution.
Ruggles of Red Gap est un film américain réalisé par James Cruze, sorti en 1923.
Il est considéré comme perdu.

## Fiche technique
- Titre : Ruggles of Red Gap
- Réalisation : James Cruze
- Scénario : Anthony Coldeway et Walter Woods d'après la pièce de Harry Leon Wilson (en)
- Montage : Dorothy Arzner
- Pays d'origine : États-Unis
- Format : Noir et blanc - 1,33:1 - Film muet
- Genre : western
- Date de sortie : 1923

## Distribution
- Edward Everett Horton : Ruggles
- Ernest Torrence : Cousin Egbert Floud
- Lois Wilson : Kate Kenner
- Fritzi Ridgeway : Emily Judson
- Charles Ogle : Jeff Tuttle
- Louise Dresser : Mrs. Effie Floud
- Anna Lehr : Mrs. Belknap-Jackson
- William Austin : Mr. Belknap-Jackson
- Lillian Leighton : Ma Pettingill
- Thomas Holding : Comte de Brinstead
- Frank Elliott : Honorable George
- Sidney Bracey : Sam Henshaw
- Guy Oliver : Juge Ballard